# Hippolyte Roussel

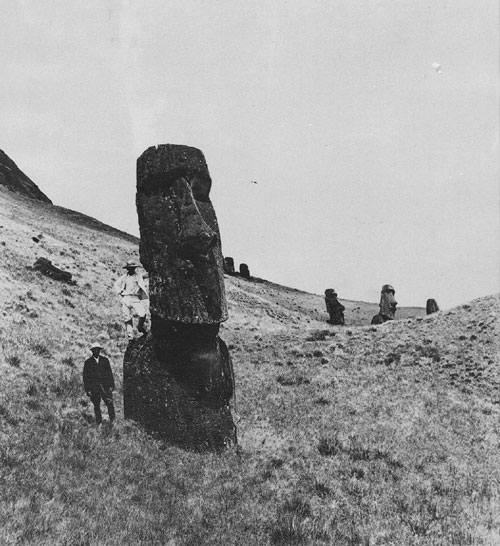
Foto de un moai en 1880.

Hipólito Roussel (La Ferté-Macé, 8 de marzo de 1824-Islas Gambier, 25 de enero de 1898) fue un sacerdote francés y misionero en Polinesia y un estudioso de la cultura pascuense, trabajó con el padre Eyraud en la evangelización de Isla de Pascua, un miembro de la Congregación de los Sagrados Corazones de Jesús y María. 
En 1854 fue enviado a evangelizar a las islas polinésicas de Tuamotu y Mangareva en la Islas Gambier. Fue destituido de su cargo en Mangareva a causa de sus "declaraciones estridentes", y en 1866 fue designado para dirigir una nueva misión a Isla de Pascua, con el sacerdote Eugenio Eyraud, "el evangelizador de los pascuenses", quien murió poco después. Durante su estancia en la Isla de Pascua, compiló notas sobre las costumbres y tradiciones de los isleños, que envió a Valparaíso en 1869 y que fueron publicadas en abril y junio de 1926 en los Anales de los Sagrados Corazones de Picpus . 
En 1871, después de un conflicto con el gerente de la plantación Brander, Jean-Baptiste-Dutrou Bornier, se vio obligado a abandonar la Isla de Pascua, y adoptó 275 isleños con él, dejando sólo 230 Rapanui en la isla. Fue a la isla de Rikitea en Mangareva con 168 Rapanui, y dirigió la misión hasta su muerte en 1898.